# 딘 가이어
딘 가이어(Dean Geyer, 1986년 3월 20일 ~ )는 오스트레일리아의 싱어송라이터이자 배우이다. 2006년 《오스트레일리안 아이돌 시즌4》에 참가하여 3위를 하였다. 연속극 《네이버스》에서 타이 하퍼 (Ty Harper), 《글리》에서 브로디 웨스턴 (Brody Weston) 역으로 잘 알려져 있다.